# Ляшенко Ігор Вікторович
І́гор Ві́кторович Ляше́нко (нар. 14 вересня 1977, м. Шепетівка, Хмельницька область, Українська РСР — пом. 19 червня 2014, с. Закітне, Лиманський район, Донецька область, Україна) — український військовик, миротворець, полковник (посмертно) Збройних сил України, командир 1-го механізованого батальйону 24-ї окремої механізованої бригади. Позивний «Беркут». Загинув у ході російсько-української війни, Герой України з удостоєнням ордена «Золота Зірка» (посмертно).

## Життєпис
Народився й виріс у місті Шепетівка на Хмельниччині. У батьків був ще один син, який теж став військовиком. 1994 року закінчив загальноосвітню школу № 3 міста Шепетівка, того ж року вступив до Одеського інституту Сухопутних військ України.

### Військова служба
По закінченні інституту, у 1998 році, розпочав військову службу в м. Рава-Руська на Львівщині, у 310-му механізованому полку 24-ї механізованої Залізної дивізії імені князя Данила Галицького. Далі служив у Яворові, у 24-й окремій механізованій Залізній бригаді імені Данила Галицького Сухопутних військ Збройних Сил України, військова частина А0998. Брав участь у миротворчих місіях у Югославії. Мешкав із сім'єю в Яворові.
2012 року призначений командиром 1-го механізованого батальйону, формує навколо себе сильний колектив з-поміж офіцерів на той час уже розформованих підрозділів: 1-го батальйону Рава-Руського 310-го полку та Українсько-Польського миротворчого батальйону. У батальйон приходять контрактники з досвідом бойових дій у Югославії та Іраку. Завдяки своєму авторитетові багатьох із цих військовиків знайшов та запросив у батальйон сам комбат. Сформований батальйон пройшов підготовку на Яворівському полігоні в ході навчань «Осінній циклон 2013».

### Бойовий шлях
8 березня 2014, у зв'язку з російською збройною агресією проти України, батальйон Ляшенка вирушив на кордон з РФ у Сумську область, а в травні 2014 — на Донеччину, де була служба на блокпостах, у конвоях, участь у перших невеликих боях. Комбат завжди був поряд зі своїми бійцями, об'їжджав блокпости батальйону.
14 червня 2014, о 5:45 проросійські бойовики обстріляли з мінометів один із блокпостів 1-ї роти батальйону під селищем Кіровське, що біля Красного Лиману (тепер — Лиман) Донецької області. Четверо військовослужбовців зазнали поранень, один з них був у дуже важкому стані. Діставши цю інформацію, вже за кілька хвилин колона медиків на чолі з комбатом вирушила в дорогу. Поранених врятували. 16 червня бронегрупа під командуванням підполковника Ляшенка у складі 5 одиниць бронетехніки вийшла за лінію розмежування в районі Красного Лиману і провела «зачистку».

### Загибель
19 червня о 4:00 почалась військова операція, метою якої було висування в глибину території, знищення укріплень бойовиків у районі смт Ямпіль та визволення населених пунктів. З Красного Лиману вирушили підрозділи десантників, які мали розбити укріплений блокпост «Марс» російсько-терористичних угруповань, що прикривав дорогу на міст через Сіверський Донець. Бійці 24-ї мехбригади виїхали двома бронегрупами зі сторони Торського, взяли Ямпіль без особливого спротиву і вийшли в тил ворожого блокпоста «Марс», після чого здобули панівну висоту біля мосту. У той час підполковник Ляшенко разом із розвідувальною ротою бригади вирушив на село Закітне. Вже біля села бронегрупа потрапила у засідку. Розвідники виявили на дорозі два КамАЗи та БРДМ-2 бойовиків. Вирішили відконвоювати трофейну техніку ближче до основних сил батальйону, але, коли розвідники сіли в КамАЗи, бойовики відкрили шквальний вогонь із засідки по транспортних засобах. Протитанковими гранатометами противника спалено вантажівки, бойовики відкрили вогонь з кулеметів по бійцях, які сиділи на броні. У комбата Ляшенка влучило декілька куль. Поранено командира розвідроти капітана Степана Воробця, водій БТРа встиг затягти його в машину, там він і помер. Зав'язався бій, що тривав 3 години. Бронегрупа, яка підійшла на допомогу, знищила засідку противника, з боєм забрали тіла загиблих. 24-та ОМБр втратила сімох військовослужбовців, загинули підполковник Ігор Ляшенко і 6 бійців розвідроти: капітан Степан Воробець, старший сержант Андрій Повстюк, старший солдат Юрій Прихід, солдати Віктор Сивак, Віктор Семчук і Микола Шайнога. Троє бійців дістали поранення, один з них — важко поранений. Того ж дня у боях в тому районі загинули восьмеро десантників з 25-ї та 95-ї бригад ВДВ і командир взводу спецпідрозділу «Барс» НГУ лейтенант Кравчук.
Визволення населених пунктів Лиманського району (на той час — Краснолиманський район) і взяття під контроль мосту через Сіверський Донець дозволило перекрити постачання зброї та боєприпасів до угруповання російського терориста Гіркіна («Стрєлка») у Слов'янськ.
Див. також: Бої за Красний Лиман.
Похорони Ігоря Ляшенка відбулися 23 червня в Шепетівці. Спочатку труну пронесли містом від провулку Чернишевського до центру. Панахида відбулася на центральній площі міста — площі Тараса Шевченка перед міськвиконкомом. Були присутні матір та дружина офіцера, військові побратими, підприємці, представники місцевої влади та духовенства. Загалом зібралося близько тисячі людей. Коли завершився молебень за загиблим, труну в супроводі почесної варти віднесли до катафалка під оплески присутніх та вигуки «Слава!». Похований на міському кладовищі міста Шепетівка.
Начальник штабу 24-ї ОМБр полковник Анатолій Шевченко: «У нас в бригаді його називали Комбатом Першим, але не тому, що він командував першим батальйоном, а тому, що він завжди і у всьому був першим. Він був зразком виконання службового обов'язку. Про таких, як Ігор, завжди казали „комбат-батяня“. Він першим з бригади пішов на виконання бойового завдання, першим вступив у бій і першим з бригади взяв цей бій на себе. Такі люди, як він, не вмирають, вони стають легендою».
Залишились батьки Любов та Віктор, які живуть у Шепетівці на провулку Ляшенка, названого на честь сина; брат Ярослав — майор, учасник АТО; у Яворові дружина Олена — навчається на психолога, вступила на контрактну службу, учасниця АТО, та двоє дітей, — син Ігор і донька Настя.

## Нагороди
- звання Герой України з удостоєнням ордена «Золота Зірка» (29 вересня 2023, посмертно) — за особисту мужність і героїзм, виявлені у захисті державного суверенітету та територіальної цілісності України, самовіддане служіння Українському народові
- Орден Богдана Хмельницького I ст. — за особисту мужність і героїзм, виявлені у захисті державного суверенітету та територіальної цілісності України, вірність військовій присязі, високопрофесійне виконання службового обов'язку (21.08.2014, посмертно)[8].
- Медаль «15 років Збройним Силам України».
- Медаль «За сумлінну службу» II ст. та III ст.

## Вшанування
31 липня 2014 року Шепетівська міська рада на своїй 56 сесії назвала на честь Ігоря Ляшенка вулицю і провулок у м. Шепетівка, які до того мали назву «Чернишевського».
12 червня 2015 року у місті Шепетівка на фасаді будівлі ЗОШ № 3 (вулиця Судилківська, 19), де навчався Ігор Ляшенко, йому відкрито меморіальну дошку.
У червні 2015 року на місці бою, біля с. Закотного, на честь полеглих бойових побратимів військовики 24-ї бригади встановили обеліск.
19 червня 2017 року на Донеччині, з ініціативи місцевої громади, відкрито пам'ятник сімом воїнам 24-ї бригади, які загинули у бою за звільнення села Закітне.